# Open BLS de Limoges 2021 - Doppio
Georgina García Pérez e Sara Sorribes Tormo erano le detentrici del titolo, ma hanno deciso di non partecipare a questa edizione del torneo.
Monica Niculescu e Vera Zvonarëva hanno sconfitto in finale Estelle Cascino e Jessika Ponchet col punteggio di 6-4, 6-4.

## Teste di serie
1. Monica Niculescu /  Vera Zvonarëva (Campionesse)

1. Greet Minnen /  Nina Stojanović (quarti di finale)

## Tabellone

### Legenda
| - Q = Qualificato - WC = Wild card - LL = Lucky loser | - ALT = Alternate - SE = Special Exempt - PR = Protected Ranking | - w/o = Walkover - r = Ritirato - d = Squalificato |

|  | Quarti di finale | Quarti di finale         | Quarti di finale         | Quarti di finale | Quarti di finale |  |  | Semifinali | Semifinali               | Semifinali               | Semifinali                      | Semifinali                      |   |   | Finale | Finale                          | Finale                          | Finale | Finale |  |
|  |                  |                          |                          |                  |                  |  |  |            |                          |                          |                                 |                                 |   |   |        |                                 |                                 |        |        |  |
|  | 1                | M Niculescu V Zvonarëva  | M Niculescu V Zvonarëva  | 6                | 6                |  |  |            |                          |                          |                                 |                                 |   |   |        |                                 |                                 |        |        |  |
|  |                  | A Raina K Zimmermann     | A Raina K Zimmermann     | 0                | 4                |  |  | 1          | M Niculescu V Zvonarëva  | M Niculescu V Zvonarëva  | 6                               | 6                               |   |   |        |                                 |                                 |        |        |  |
|  |                  | O Kalashnikova A Panova  | O Kalashnikova A Panova  | 5                | 2                |  |  |            | E Jacquemot R Montgomery | E Jacquemot R Montgomery | 3                               | 0                               |   |   |        |                                 |                                 |        |        |  |
|  |                  | E Jacquemot R Montgomery | E Jacquemot R Montgomery | 7                | 6                |  |  |            |                          |                          |                                 |                                 |   |   | 1      | Monica Niculescu Vera Zvonarëva | Monica Niculescu Vera Zvonarëva | 6      | 6      |  |
|  |                  | A Blinkova V Gračëva     | 3                        | 7                | [9]              |  |  |            |                          |                          | Estelle Cascino Jessika Ponchet | Estelle Cascino Jessika Ponchet | 4 | 4 |        |                                 |                                 |        |        |  |
|  |                  | E Cascino J Ponchet      | 6                        | 64               | [11]             |  |  |            | E Cascino J Ponchet      | E Cascino J Ponchet      | 6                               | 6                               |   |   |        |                                 |                                 |        |        |  |
|  |                  | Y-c Hsieh E Lechemia     | 3                        | 7                | [10]             |  |  |            | Y-c Hsieh E Lechemia     | Y-c Hsieh E Lechemia     | 4                               | 3                               |   |   |        |                                 |                                 |        |        |  |
|  | 2                | G Minnen N Stojanović    | 6                        | 5                | [4]              |  |  |            |                          |                          |                                 |                                 |   |   |        |                                 |                                 |        |        |  |